# Paul Aichele
Paul Aichele (* 1859 in Markdorf; † 17. Februar 1920 in Berlin-Wilmersdorf) war ein deutscher Bildhauer.

## Leben
Paul Aichele besuchte zwischen 1875 und 1877 die Kunstgewerbeschule Stuttgart, anschließend bis 1880 die Unterrichtsanstalt des Kunstgewerbemuseums Berlin. Aichele blieb in Berlin ansässig. Über seinen Lebensweg ist kaum etwas bekannt.

## Werk
Das bildhauerische Werk umfasst hauptsächlich Kleinplastiken in Bronze. Als das Hauptwerk Aicheles gilt der 4,20 Meter hohe Sintflutbrunnen, der bis 1931 auf dem ehemaligen Hamburger Platz im Berliner Ortsteil Friedenau stand und seit 1932 auf dem Maybachplatz (seit 1961: Perelsplatz) im gleichen Ortsteil sein Domizil fand: Ein nackter Mann, der seine bereits ertrunkene Frau im Arm hält, sieht düster auf den letzten freien Platz, den eine nackte Mutter besetzt hält, um ihr Kind vor den Fluten zu schützen.
Werkauswahl
- 1891: Nymphe
- 1892: Gefesselte Sklavin
- 1895: Sintflutbrunnen in Berlin-Friedenau (siehe: Perelsplatz)
- um 1895: La Baigneuse
- 1898: Flamenco-Tänzer
- 1899: Kindliche Neckerei
- 1900: Harfenspielerin
- 1900: Wahrheit
- 1900: Schnitterin
- 1900: Lady Anna Galeria
- 1900: Lady Faustina
- 1902: Opfer
- 1904: Verschämt
- 1904: Sirenen
- 1904: In Andacht
- 1904: Jagdbeute
- 1906: Mutter und Kind
- 1906: Verwaist
- 1909: Mädchen mit Schnecke
- 1910: Das verlorene Paradies
- 1910: Verkäufer

Galerie
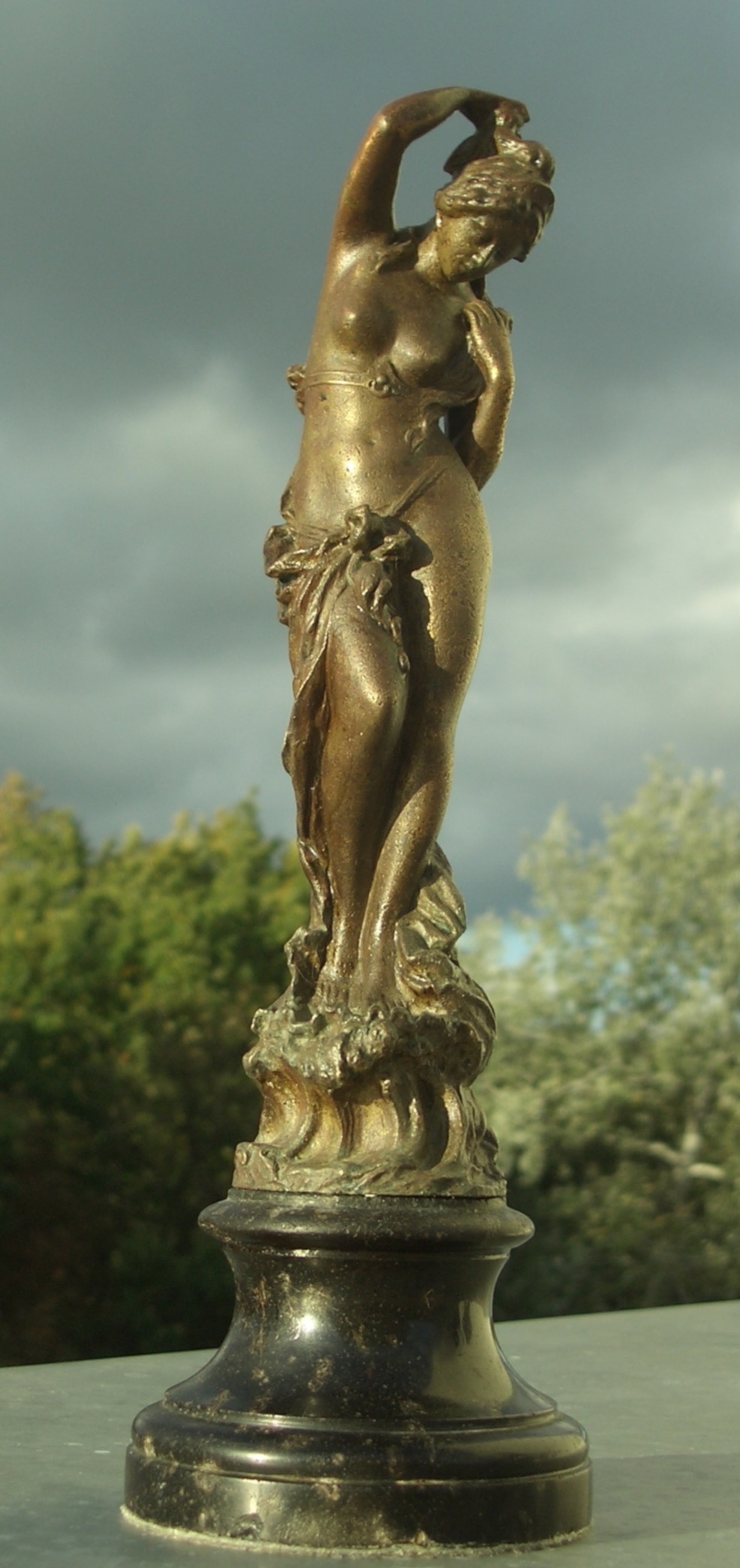
Nymphe
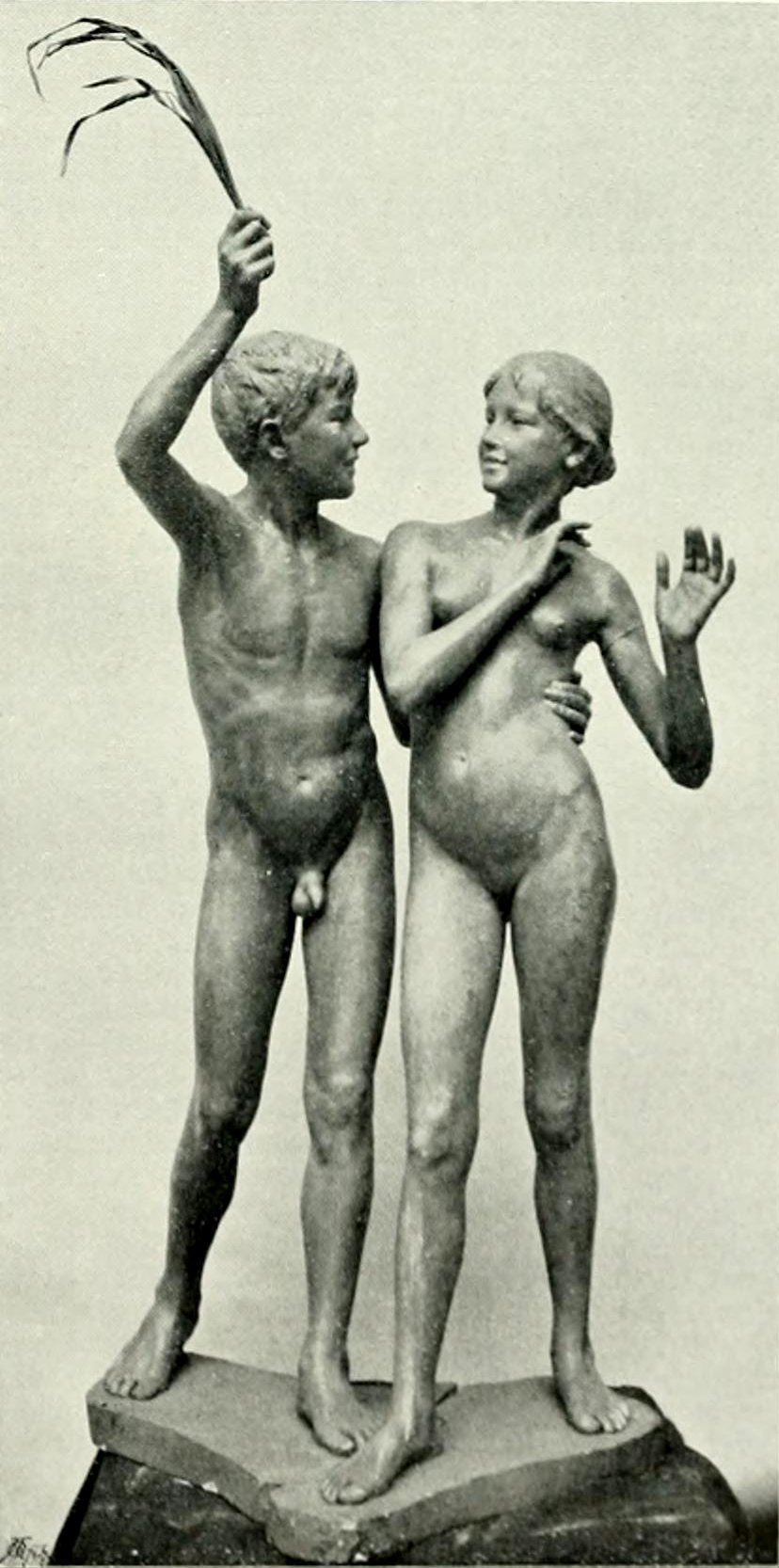
Kindliche Neckerei, 1899
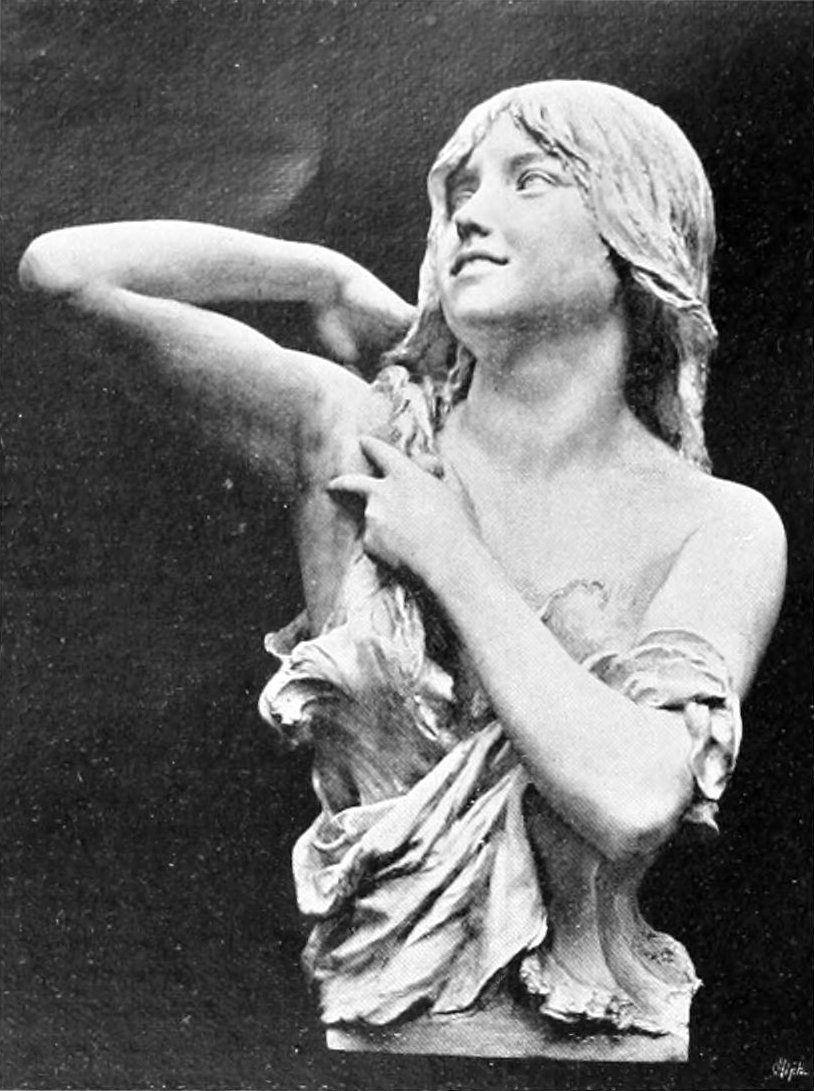
Nymphe
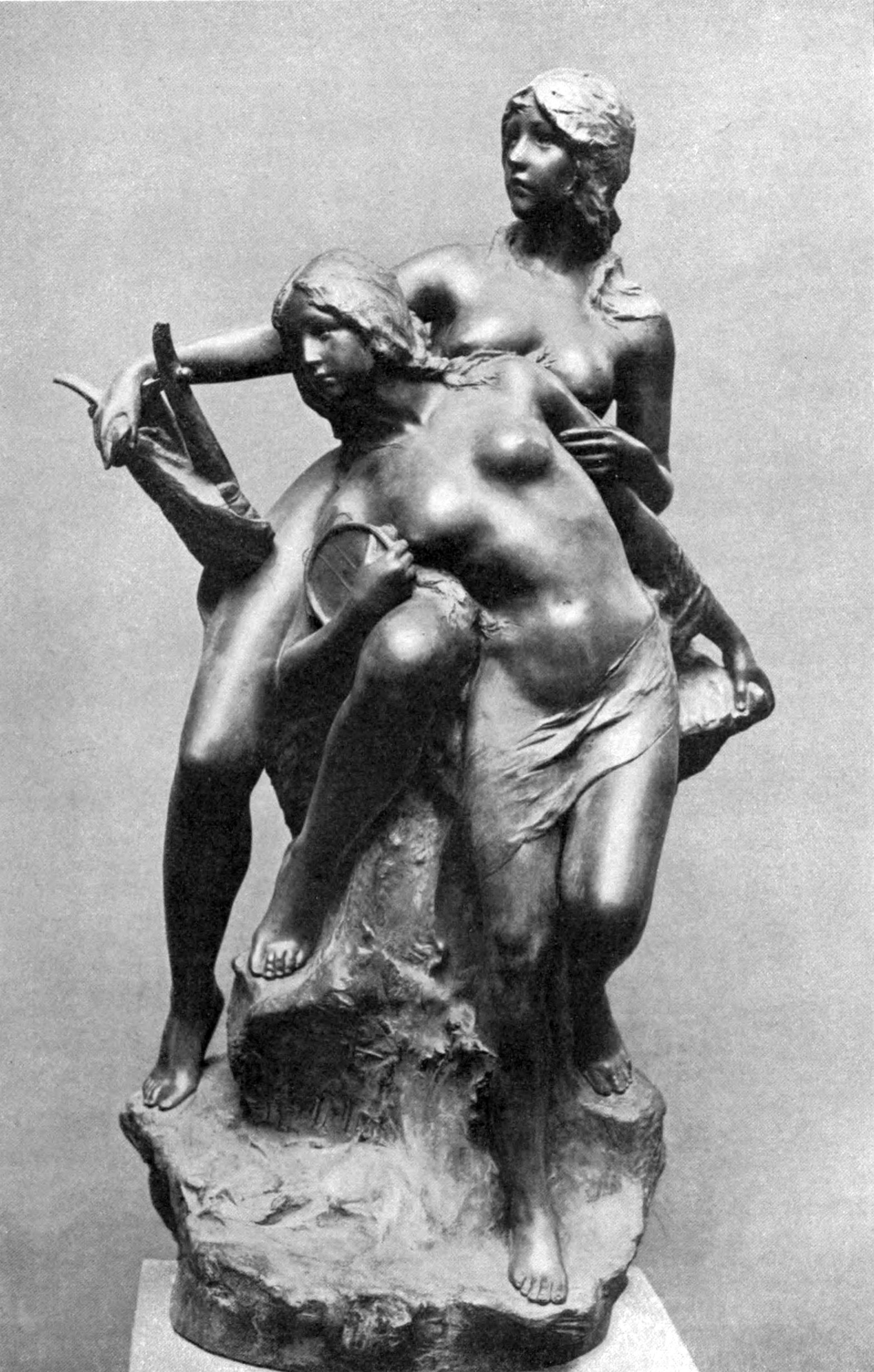
Sirenen, 1904
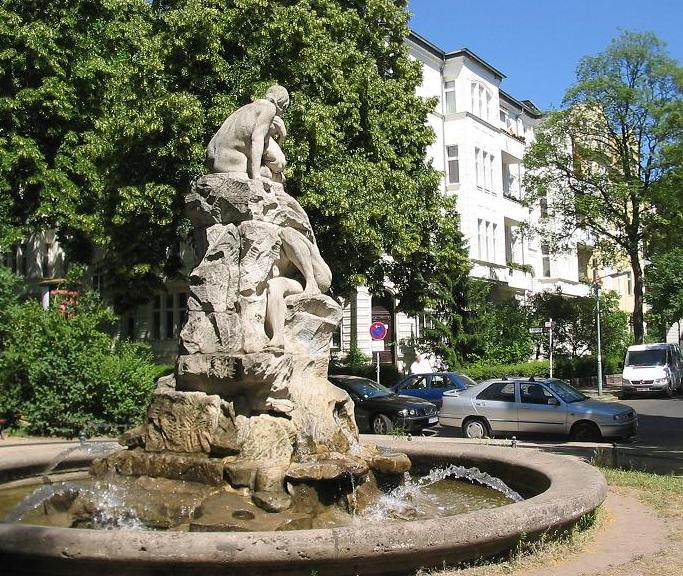
Der Sintflutbrunnen …
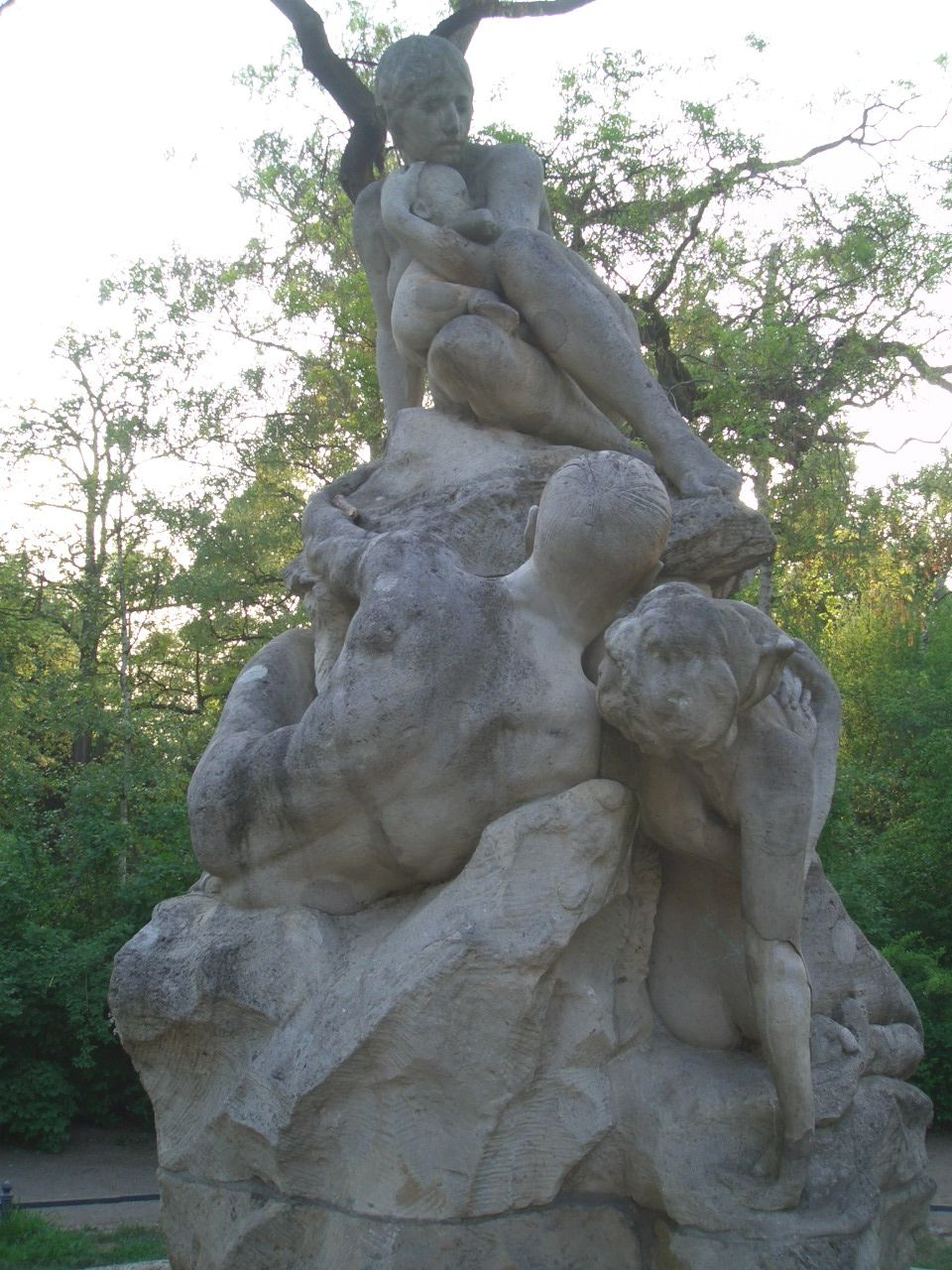
… auf dem Perelsplatz in Berlin-Friedenau
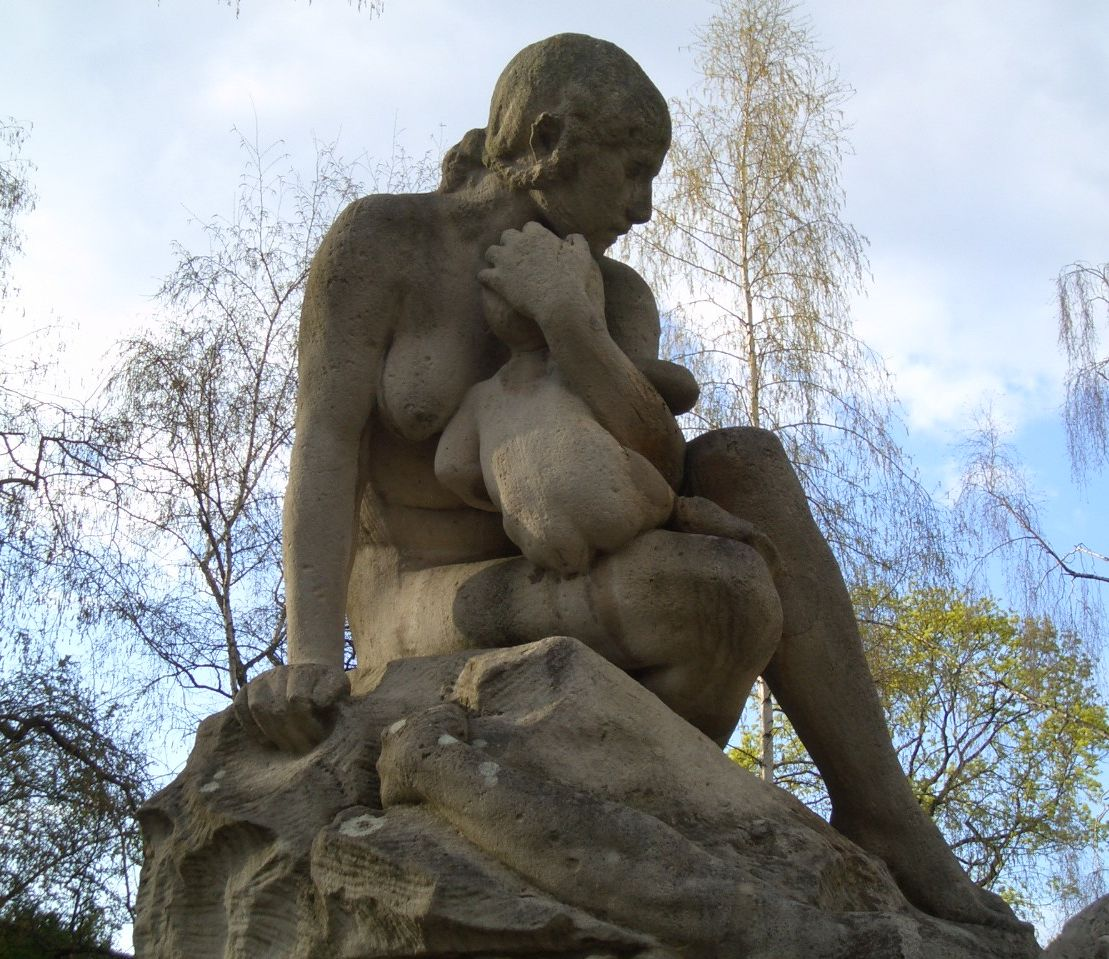
Detail
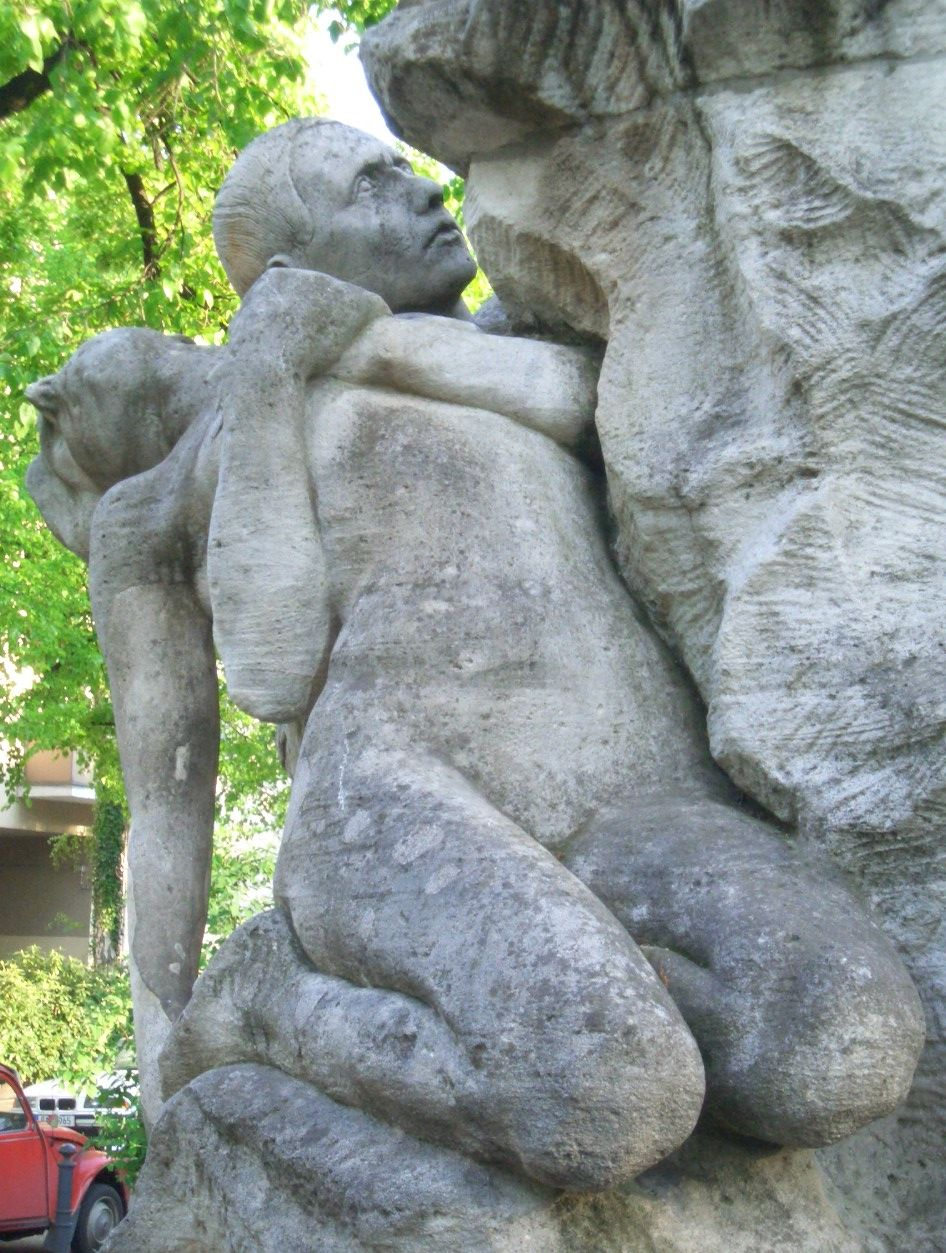
Detail